# Рамос, Адриан
Густа́во Адриа́н Ра́мос Ва́скес (исп. Gustavo Adrián Ramos Vásquez; род. 22 января 1986[…], Сантандер-де-Киличао, Каука) — колумбийский футболист, нападающий клуба «Америка» (Кали).

## Карьера
В конце августа 2009 года подписал контракт с немецким клубом «Герта». Дебют за клуб состоялся 12 сентября 2009 года в матче против «Майнца». Тот матч «Герта» проиграла со счётом 1:2, Рамос вышел на замену на 81-й минуте матча вместо Артура Вихнярека.
9 апреля 2014 года было объявлено, что летом, по окончании сезона, Рамос станет игроком дортмундской «Боруссии», подписав контракт на 4 года.
24 января 2017 года подписал контракт с китайским клубом «Чунцин Лифань», однако остаток сезона он проведёт в «Гранаде».

## Достижения
«Боруссия» (Дортмунд)
- Обладатель Суперкубка Германии (1): 2014